# Māngaon
Māngaon är en ort i Indien.   Den ligger i distriktet Raigarh och delstaten Maharashtra, i den sydvästra delen av landet, 1 200 km söder om huvudstaden New Delhi. Māngaon ligger 13 meter över havet och antalet invånare är 13 373.
Terrängen runt Māngaon är kuperad söderut, men norrut är den platt. Runt Māngaon är det tätbefolkat, med 266 invånare per kvadratkilometer. Närmaste större samhälle är Indāpur, 8,5 km nordväst om Māngaon. I omgivningarna runt Māngaon växer huvudsakligen savannskog.